# Romanian Wolves
Romanian Wolves es un equipo profesional de rugby de Rumania con sede en la ciudad de Bucarest.
Participa en el Rugby Europe Super Cup, un torneo para equipos profesionales de naciones en desarrollo.

## Historia
El club fue fundado en 2004 con el nombre Bucuresti Wolves, participando en la European Shield no logrando superar los octavos de final, posteriormente entre 2005 y 2015 participó en la European Rugby Challenge Cup sin poder superar la fase de grupos en sus 10 participaciones.
En 2022 ingresó a la Rugby Europe Super Cup, en reemplazo de los clubes rusos excluidos de la competencia a consecuencia de la invasión rusa de Ucrania.